# Sinkflug

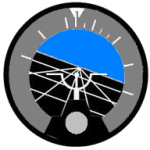
Beispielhafte Anzeige des künstlichen Horizontes beim Sinkflug mit Linkskurve

Der Sinkflug (englisch descent) ist ein Flugmanöver eines Luftfahrzeuges zum Verringern der Flughöhe (z. B. beim Landeanflug).
Die Sinkrate, also die vertikale Geschwindigkeit des Luftfahrzeugs im Sinkflug, wird in Fuß pro Minute (fpm) oder in Meter pro Sekunde (m/s) angegeben und mit dem Variometer im Cockpit angezeigt.
Das Gegenteil des Sinkflugs ist der Steigflug.

## Formeln

### Landeanflug

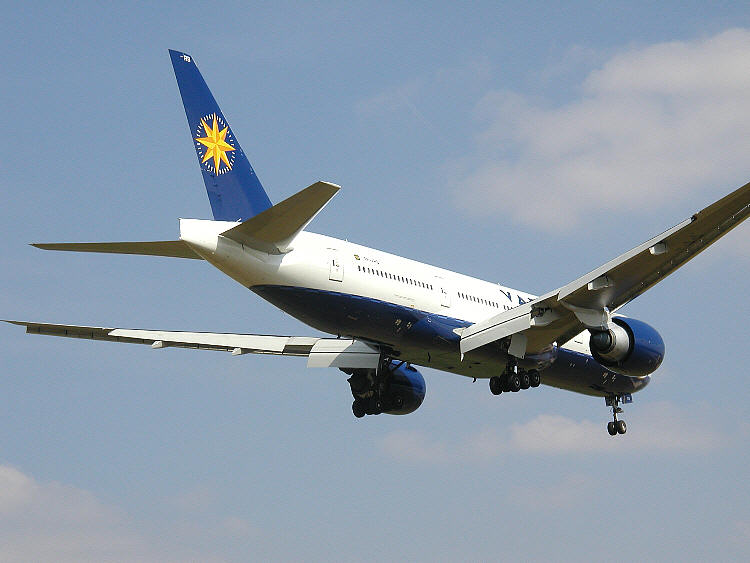
Boeing 777 im Landeanflug, Landeklappen voll ausgefahren

Faustregeln zur Berechnung der Höhe oder der Distanz für einen standardmäßigen 3°-Sinkflugpfad (E=1:19) für den Landeanflug:
- Flughöhe (in ft) = Distanz (in NM) * 1000 / 3       (1 ft = 30,48 cm; 1 NM = 1852 m)
- Distanz (in NM) = Flughöhe (in ft) * 3 / 1000

### Sinkgeschwindigkeit im Gleitflug
Die Sinkgeschwindigkeit oder Sinkrate in m/s von antriebslosen Flugzeugen berechnet man mit folgender Formel:
{\displaystyle \textstyle v_{s}=c_{w}\cdot {\sqrt {\frac {2\cdot g\cdot G}{\rho \cdot A\cdot c_{a}^{3}}}}}
{\displaystyle v_{s}} = Sinkgeschwindigkeit in m/s
{\displaystyle G} = Flugzeugmasse in kg
{\displaystyle c_{w}} = Luftwiderstandsbeiwert des Flugzeuges
{\displaystyle g} = Erdbeschleunigung in m/s2 (~ 9,8)
{\displaystyle \rho } = Luftdichte in kg/m3
{\displaystyle c_{a}} = Auftriebsbeiwert für minimales Sinken
{\displaystyle A} = Flügelfläche in m2

## Sonderformen des Sinkflugs
Ein paar Sekunden lang ist auch der Parabelflug ein steiler Sinkflug.
Bei Ballons, Fallschirmen und Ähnlichem wird nicht von Sinkflug gesprochen, sondern von „Sinken“.

### Sturzflug
Ein Spezialfall des Sinkflugs ist der Sturzflug von Kampfflugzeugen, bei dem das Flugzeug steil nach unten gesteuert wird.

### Notsinkflug
Der sogenannte Notsinkflug, auch Notabstieg genannt (englisch emergency descent) ist eine besondere Form des Sinkflugs im Flugverkehr. Er wird dann durchgeführt, wenn ein Verbleiben in großer Höhe unmöglich (z. B. Druckverlust in der Kabine) oder eine sofortige Landung notwendig ist (z. B. Feuer an Bord, medizinischer Notfall). Durch verschiedene Maßnahmen wie Setzen der Triebwerke auf Leerlauf und Ausfahren der Störklappen, Luftbremsen sowie des Fahrwerkes werden – in Abhängigkeit von verschiedenen Faktoren wie Flugzeugtyp und momentaner Flughöhe – Sinkraten von rund 5.000 Fuß (ca. 1.500 m) pro Minute bis 15.000 Fuß (ca. 4.600 m) pro Minute erreicht.